# Chénas
Chénas is een gemeente in het Franse departement Rhône (regio Auvergne-Rhône-Alpes) en telt 458 inwoners (2005). De plaats maakt deel uit van het arrondissement Villefranche-sur-Saône.

## Geografie
De oppervlakte van Chénas bedraagt 8,3 km², de bevolkingsdichtheid is 55,2 inwoners per km².
De onderstaande kaart toont de ligging van Chénas met de belangrijkste infrastructuur en aangrenzende gemeenten.

## Demografie
Onderstaande figuur toont het verloop van het inwonertal (bron: INSEE-tellingen).